# Willyan Mimbela
Willyan Junior Mimbela Cáceres (Lima, 8 ottobre 1991) è un calciatore peruviano, centrocampista del Carlos A. Mannucci.

## Carriera

### Club
Ha giocato nella massima serie dei campionati peruviano ed iraniano.

## Palmarès

### Club

#### Competizioni nazionali
- Campionato peruviano: 1

Sporting Cristal: 2014
- Coppa d'Iran: 1

Tractor Sazi: 2019-2020